# Агентство охорони природи та ландшафту Чеської Республіки
Агентство охорони природи та ландшафту Чеської Республіки (чеськ. Agentura ochrany přírody a krajiny České republiky) — адміністративний орган Чеської Республіки в межах Міністерства довкілля з загальнодержавною компетенцією. Агентство здійснює державне управління заповідних ландшафтних територій, національних заповідників, національних пам’яток природи та інших природоохоронних зон.

## Охорона видів і територій
Охорона різних біологічних видів є одним із ключових завдань агентства. Працівники органу займаються збором та аналізом інформації про поширення та чисельності особливо охоронюваних і зникаючих видів рослин і тварин та відслідковують розвиток груп і популяцій різних видів у заповідних місцевостях. Для окремих видів біоти Агентство розробляє спеціальні плани, метою яких є мінімізація негативних факторів, що спричиняють загрозу зникнення даного виду, та збільшення чисельності популяцій до рівня, необхідного для його постійного існування.
На заповідних територіях агенція здійснює складання планів догляду та геодезичних робіт, вживає заходів задля усунення попередніх негативних втручань або негативних впливів на заповідних територіях і забезпечує існування частин природи, для охорони яких створено заповідні території.